# Uovo dei dodici monogrammi
L'Uovo dei dodici monogrammi è una delle uova imperiali Fabergé, un uovo di Pasqua gioiello che l'ultimo zar di Russia, Nicola II donò a sua madre l'Imperatrice vedova Marija Fëdorovna Romanova nel 1896.
L'uovo fu fabbricato a San Pietroburgo sotto la supervisione di Michael Perkhin, per conto del gioielliere russo Peter Carl Fabergé, della Fabergè.

## Proprietari
Negli anni venti probabilmente fu venduto da funzionari russi ad un gioielliere parigino. In seguito sembra sia divenuto proprietà di un'italiana, la signora Berchielli.
Nel 1949 fu acquistato da Marjorie Merriweather Post che alla sua morte nel 1973 lasciò l'uovo al Hillwood Museum di Washington, D.C. ove è tuttora esposto.

## Descrizione
L'uovo è fatto d'oro rosso e decorato con smalto e diamanti taglio rosetta oppure tagliati come una lastra sottile, è foderato di velluto.
Sullo sfondo di smalto traslucido blu scuro file di diamanti taglio rosetta dividono l'uovo verticalmente in sei spicchi ed orizzontalmente in due parti, per un totale di dodici pannelli, ognuno dei quali reca un monogramma coronato disegnato con diamanti: nella parte superiore quello dell'imperatrice vedova Maria "MF" mentre quello dell'imperatore Alessandro "AIII" compare nei sei pannelli inferiori.
Un sottile disegno foliato in oro rosso, che ad occhio nudo sembra dipinto sulla superficie, in realtà è stato ottenuto con la tecnica dello champlevé, scavando lo spazio per lo smalto nell'oro del guscio.
Due diamanti tagliati come lastre sottili, circondati da diamanti più piccoli, sono posti alle estremità superiore ed inferiore.
L'uovo si apre rivelando l'interno foderato di velluto, ma la sorpresa è andata perduta.

## Uovo con ritratti di Alessandro III
Per molto tempo si è pensato che l'Uovo dei dodici monogrammi fosse il regalo del 1892, per il 25º anniversario del matrimonio di Marija e Alessandro, successive ricerche hanno portato a credere che invece fosse stato il dono a Marija Fëdorovna per la Pasqua del 1895, in memoria di Alessandro.
Nuovi elementi emersi nel 2008 indicano che questo potrebbe essere in realtà il perduto Uovo con ritratti di Alessandro III, regalato a Marija Fëdorovna nel 1896, in memoria di Alessandro III e per il trentesimo anniversario del loro matrimonio.
Questa ipotesi è sostenuta da una lettera scritta il 22 marzo 1896 dall'Imperatrice vedova a suo figlio Nicola:
ne consegue che la sorpresa di quest'uovo sarebbero i sei ritratti di Alessandro III menzionati sulla fattura per l'uovo del 1896:
che sembra descrivere l'Uovo dei dodici monogrammi meglio della fattura del 1895:
che invece indica uno stile diverso, quello dell'Uovo orologio blu con serpente.
L'Uovo dei dodici monogrammi/Uovo con ritratti di Alessandro III sarebbe quindi il primo delle quattro uova imperiali che attraverso sculture o ritratti in miniatura commemorano Alessandro III, le altre sono: lo scomparso Uovo in memoria di Alessandro III del 1909, l'Uovo di Alessandro III a cavallo del 1910 e l'Uovo di nefrite del 1902, anch'esso perduto.
La sorpresa potrebbe essere la cornice con 6 ritratti di Alessandro III che la granduchessa Ksenija, figlia di Marija Fëdorovna, prestò per una mostra a Londra nel 1935.